# Masuria
Masuria o Mazuria (en polaco: Mazury; en alemán: Masuren, Masurenland) fue una región del sur de la Prusia Oriental, poblada desde el siglo XII principalmente por eslavos mazovios de los cuales recibió el nombre, aunque luego fue incorporada a Alemania y pasó a formar parte de Polonia tras la Segunda Guerra Mundial. Masuria ocupa gran parte del Distrito de los lagos de Masuria y en la actualidad pertenece administrativamente al voivodato de Varmia y Masuria. Su ciudad más grande es Ełk, a menudo considerada como su capital. Tiene un territorio de aproximadamente 10 000 km² y una población de 59 790 (2013).

## Historia

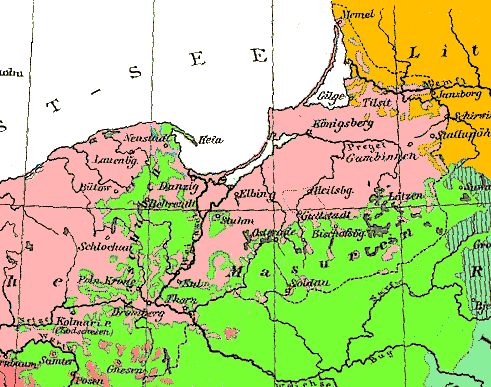
División lingüística de Prusia en el mapa alemán de 1880. Verde: prevalencia del dominio polaco o de Masuria, rojo, del alemán

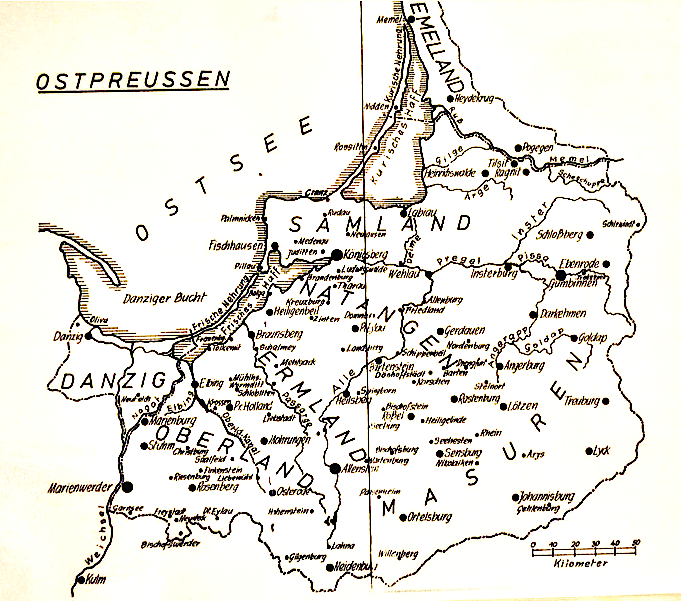
Masuria (Masuren) en el mapa de Prusia Oriental antes de 1945

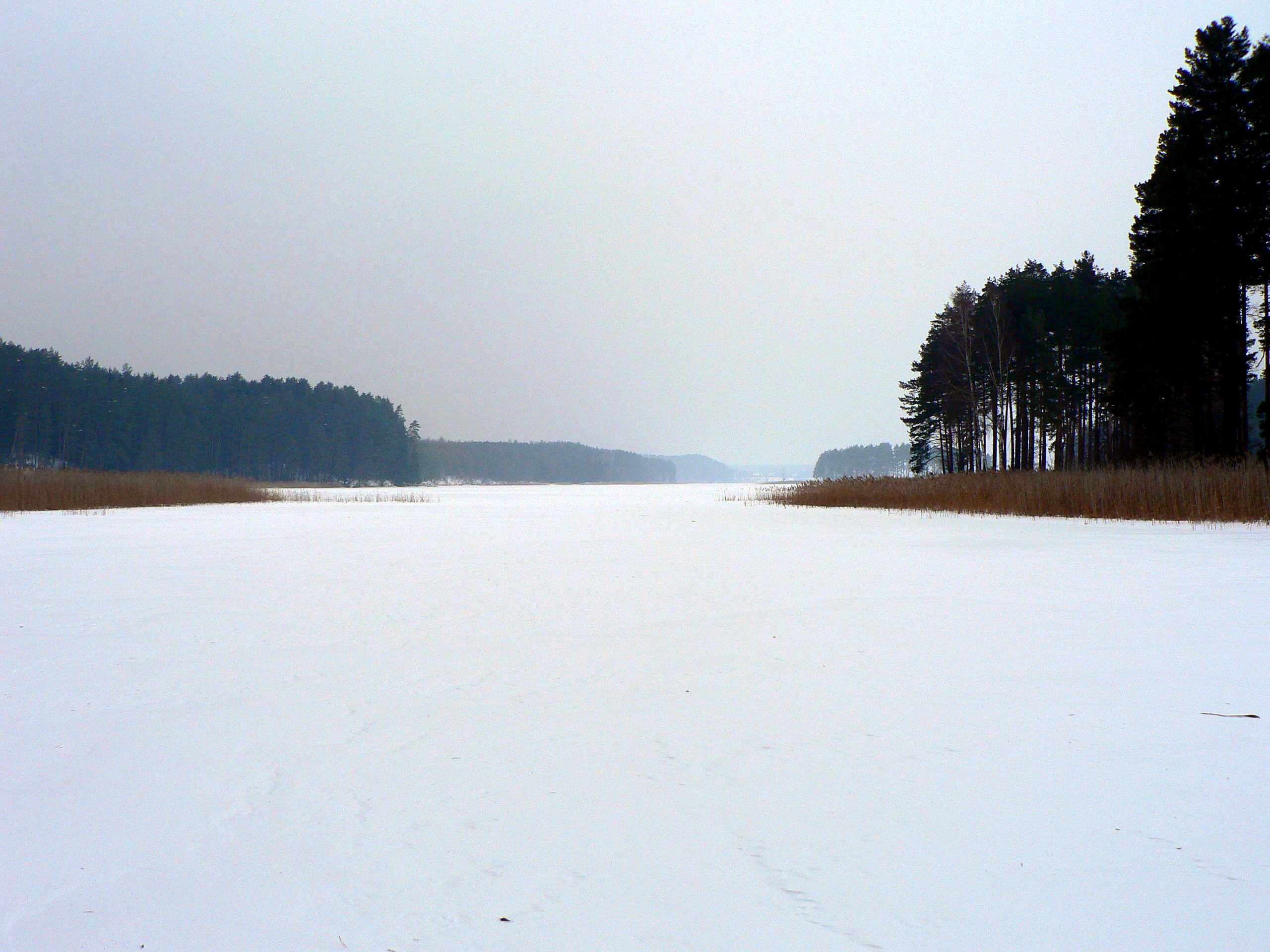
Lago helado en Masuria

Antes del siglo XII gran parte de su entonces muy boscoso y pantanoso territorio (no completamente habitable con la tecnología de esa época) estaba poblado por los bálticos Prusianos y en menor medida por algunos pueblos eslavos antecesores de los polacos.
Tras el siglo XII los señores feudales alemanes, en especial los de la Orden Teutónica, fundaron castillos en el extremo sur del territorio de los Prusianos bálticos que luego sería llamado Masuria ya que los mismos conquistadores alemanes atrajeron a pobladores rurales polacos procedentes de la Mazovia para repoblar los territorios que habían sido despoblados durante la "cruzada báltica" en el sur de la Prusia Oriental, una característica de los masurianos es que, tras la Reforma protestante, a diferencia de la mayoría de los otros polacos que se mantuvieron católicos, el grupo de los masurianos aceptó en general al luteranismo, lo cual facilitó la germanización ideológica; sin embargo los masurios o masurianos mantuvieron su dialecto del polaco hasta la primera mitad del siglo XX.
Durante la Primera Guerra Mundial la zona de Masuria fue uno de los más llamativos teatros bélicos ya que las fuerzas del Imperio ruso fueron derrotadas en la batalla de los Lagos Masurianos por los ejércitos alemanes.
En 1918 tras el fin de la Primera Guerra Mundial, el entonces recién restablecido estado polaco reclamó a gran parte de Masuria por motivos étnicos basados en gran parte en el idioma; tras el fin de los arbitrajes, laudos y referendums en los que Polonia proponía la integración a su estado de los territorios más conocidos desde el siglo XII por los nombres alemanes de Allenstein y Marienwerder (casi toda la Masuria, especialmente en su centro, sur y este) los territorios masurianos se mantuvieron en poder de Alemania excepto la pequeña zona extrema del sur llamada por los alemanes Sudau que pasó a ser parte del estado polaco.
Se explica el éxito de los alemanes en los plebiscitos de la región masuriana entre 1918 y 1920 por la luteranización de los polacos masurianos, y porque a inicios del siglo XX, en vistas a la Primera Guerra Mundial, las autoridades alemanas tuvieron una estrategia de cooptación hacia los masurianos, dado el valor estratégico del territorio que los masurianos habitaban.
Tras la Segunda Guerra Mundial, finalizada en 1945, se estableció la actual frontera polaca, por la cual toda Masuria pasó a ser parte del actual Estado de Polonia.

## Fisiografía o corografía
Ya que está en la zona del Escudo báltico; es decir en la zona del norte de Europa muy allanada y erosionada por las glaciaciones la Masuria se caracteriza por su relieve muy llano, a poca altitud respecto del mar,  repleto de lagos en su mayoría de origen glaciar no montano y canales naturales que intercomunican a los lagos entre zonas boscosas de abedules, hayas y abetos.

## Lagos
Masuria y el distrito de los lagos son conocidos en polaco como Kraina Tysiąca Jezior y en alemán como Land der Tausend Seen, que significa Tierra de los mil lagos. Estos lagos se formaron durante la Pleistoceno (época glacial), cuando el hielo cubría gran parte del norte de Europa. Actualmente son un sitio idóneo para navegar, ya que muchos lagos están conectados entre sí mediante canales artificiales. Los lagos más grandes son: Śniardwy y Mamry.

## Principales ciudades
- Działdowo

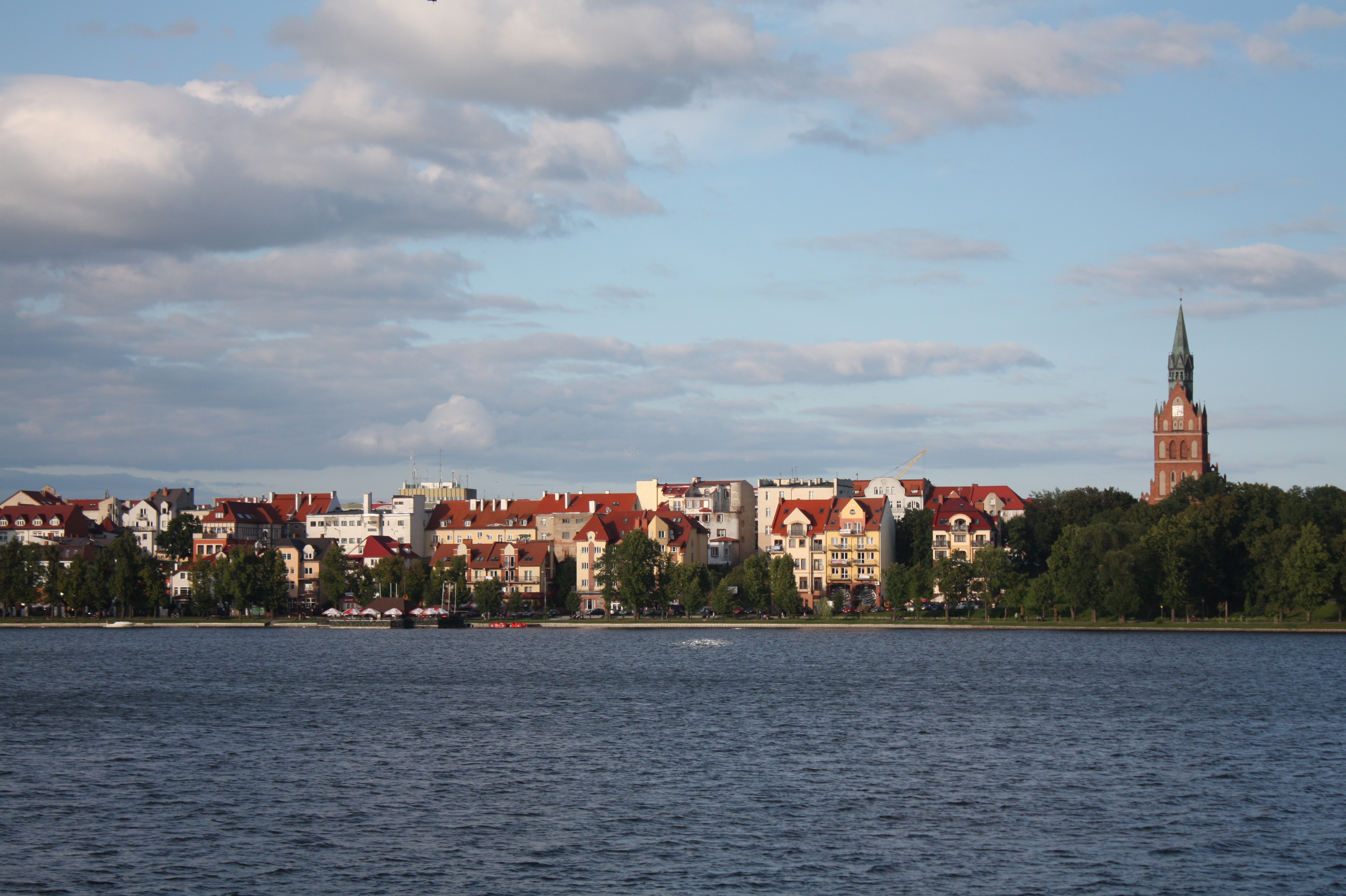
Ełk
- Giżycko
- Gołdap
- Kętrzyn
- Mrągowo
- Mikołajki
- Nidzica
- Olecko
- Olsztynek
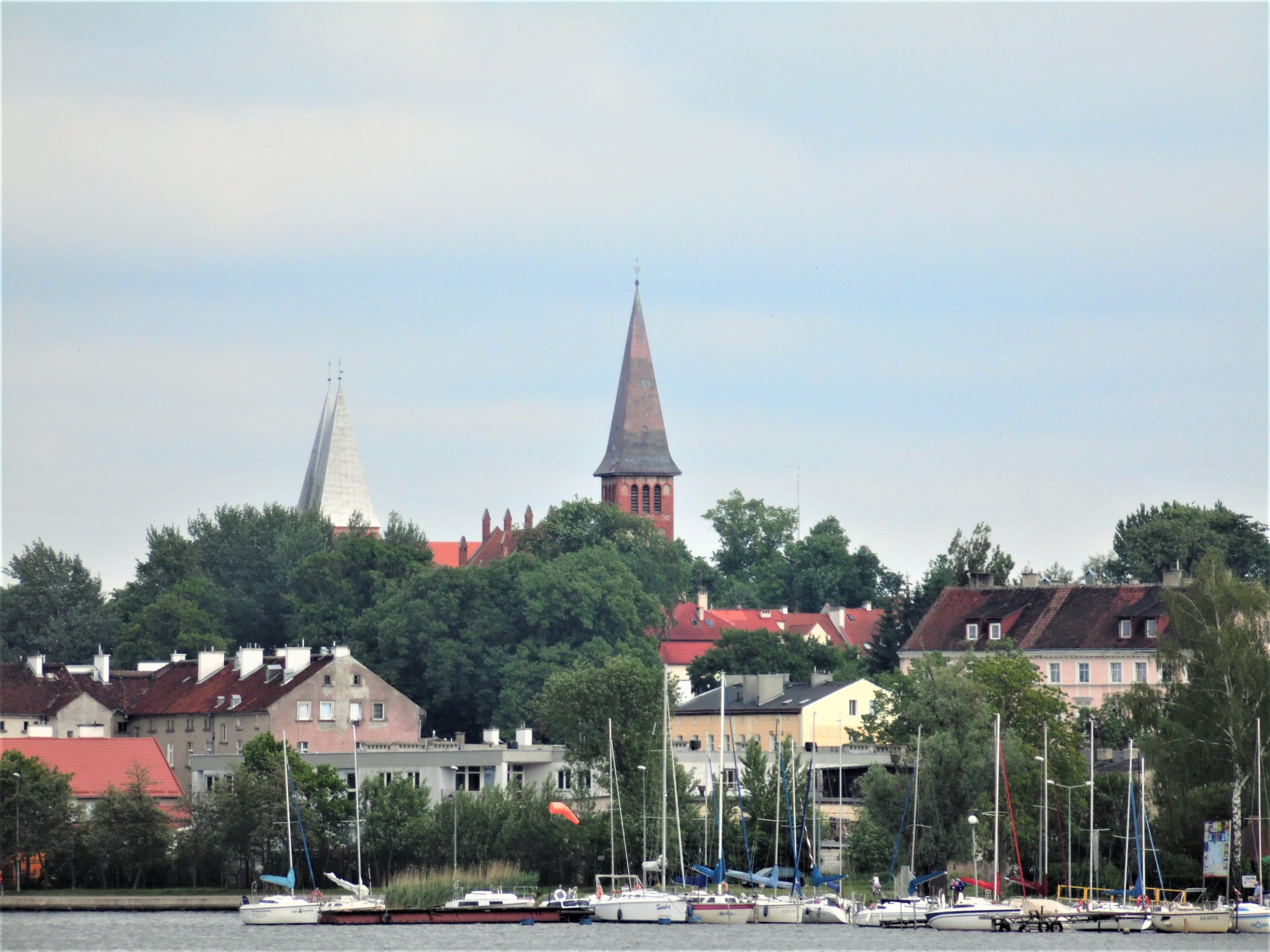
Ostróda
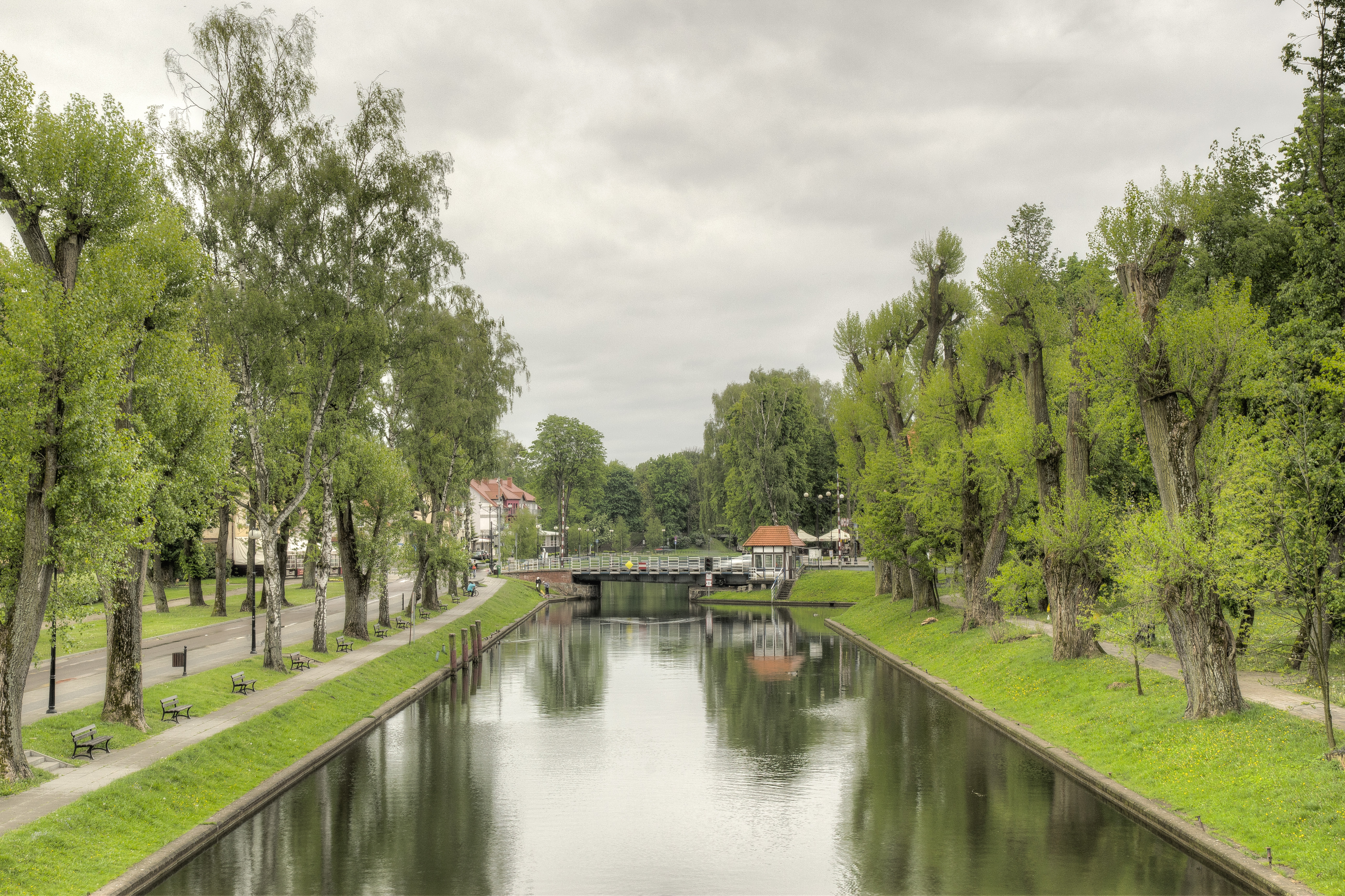
Orzysz
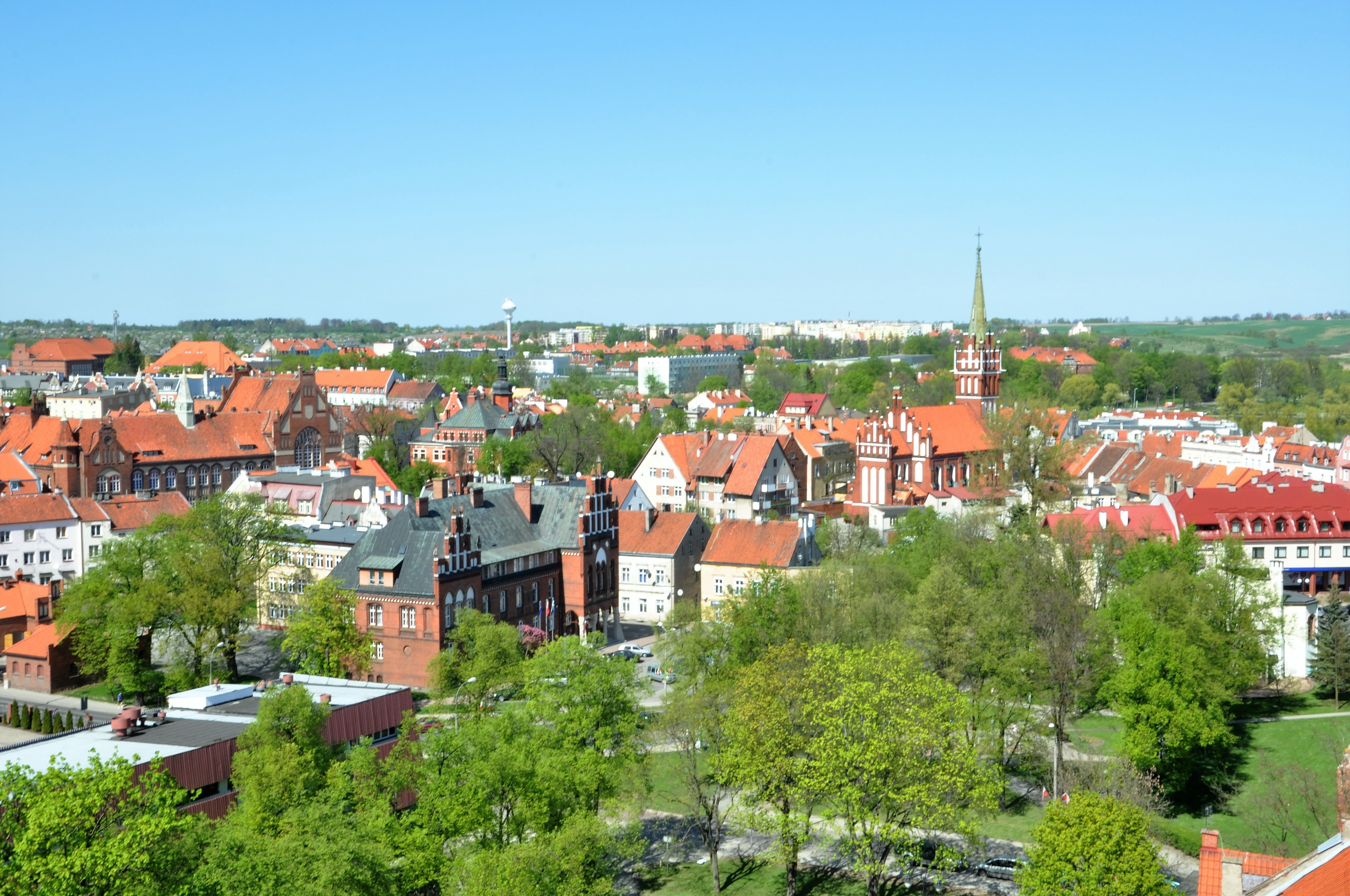
Pisz
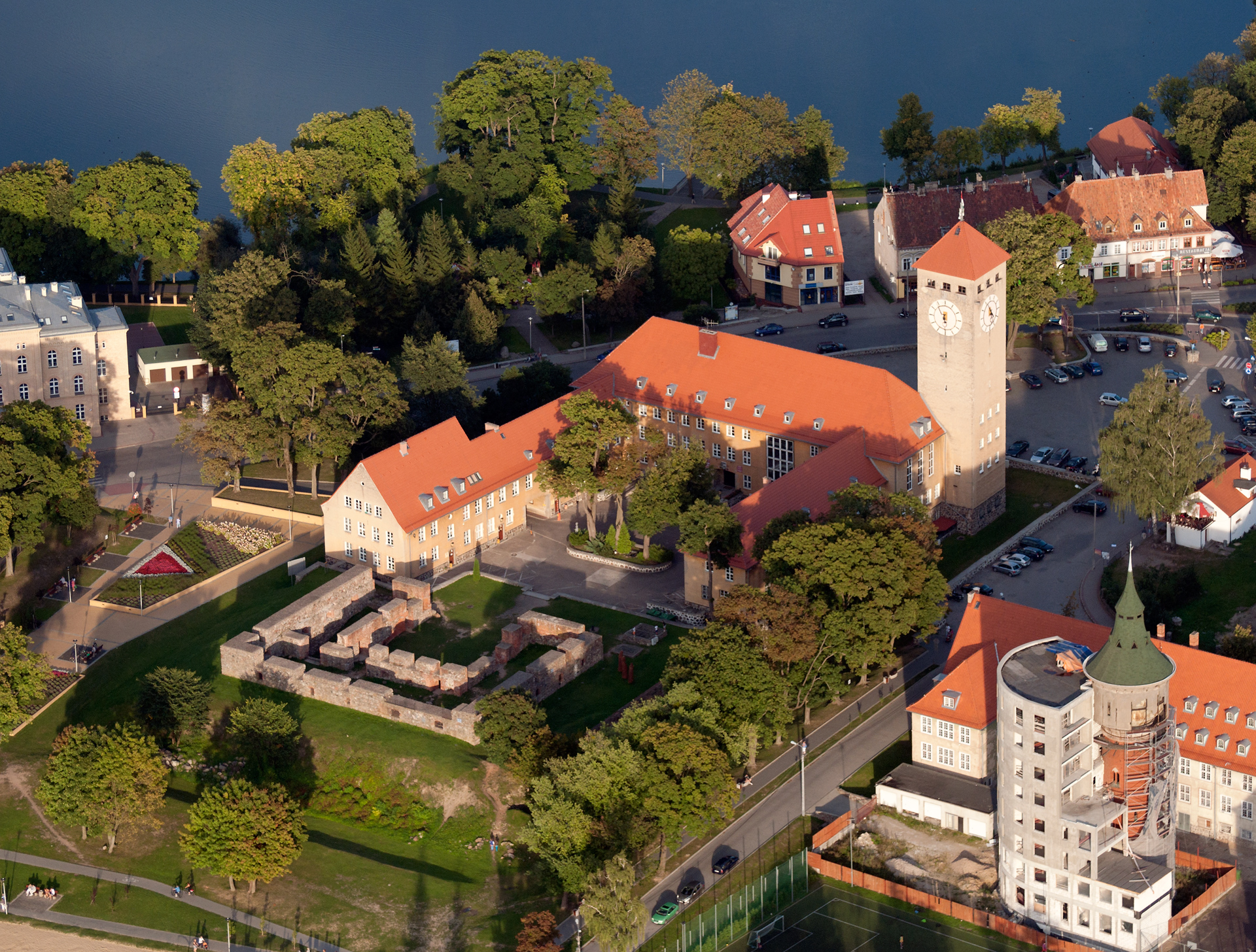
Szczytno
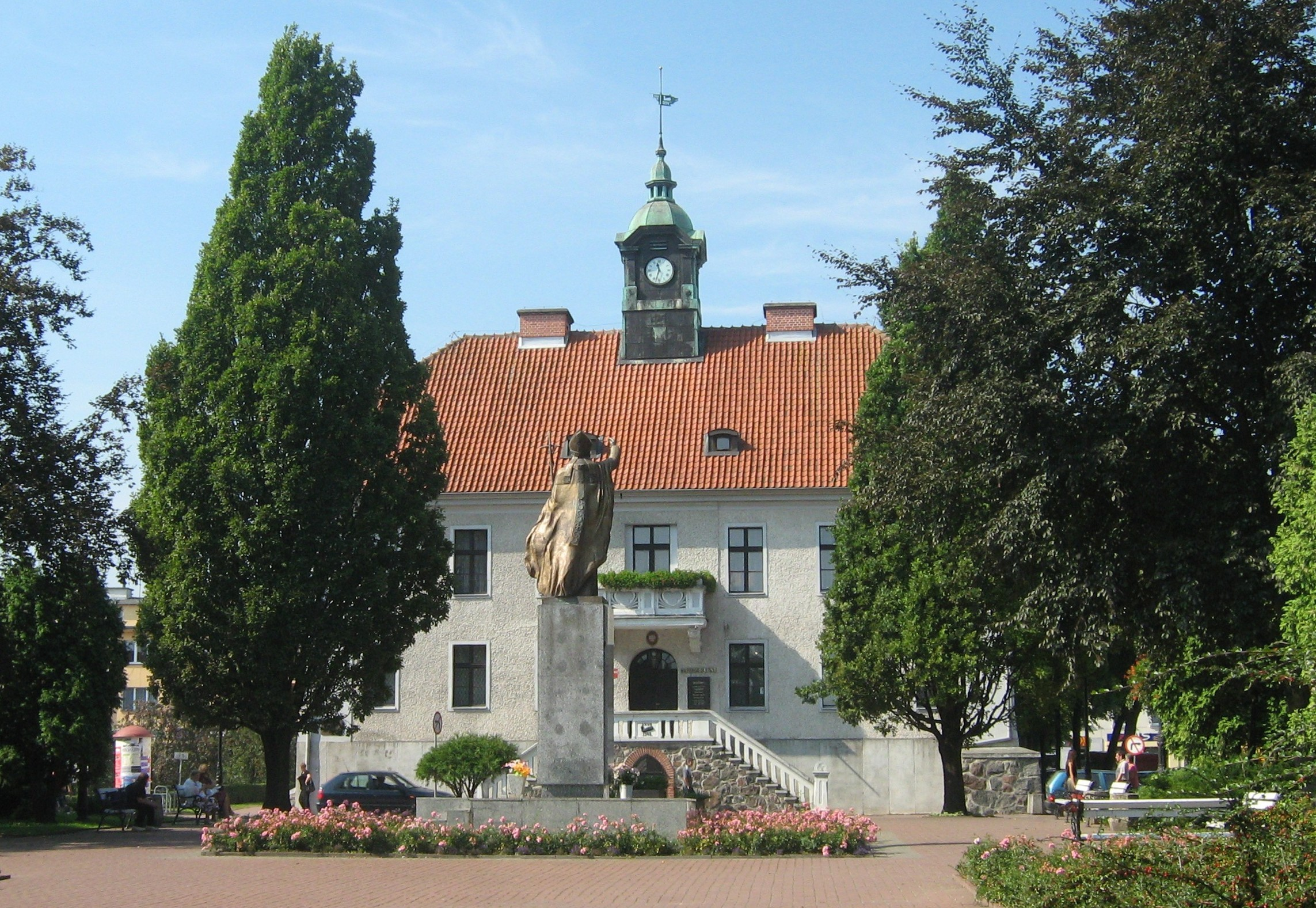
Węgorzewo

- Ełk
- Ostróda
- Giżycko
- Kętrzyn
- Szczytno
- Mrągowo

## Curiosidades
- La música y danza llevada a la música clásica llamada masurca o mazurca recibe tal nombre por ser originaria de esta región y de su vecina Mazovia.